# Breuillet (Charente Marítimo)
 Breuillet  es una población y comuna francesa, situada en la región de Nueva Aquitania, departamento de Charente Marítimo, en el distrito de Rochefort y cantón de La Tremblade.

## Demografía
| 847 | 926 | 1073 | 1346 | 1863 | 2178 |
| Para los censos de 1962 a 1999 la población legal corresponde a la población sin duplicidades (Fuente: INSEE [Consultar]) |     |      |      |      |      |